# Dibai
Dibai é uma cidade e um município no distrito de Bulandshahr, no estado indiano de Uttar Pradesh.

## Geografia
Dibai está localizada a 28° 13′ N, 78° 15′ L. Tem uma altitude média de 184 metros (603 pés).

## Demografia
Segundo o censo de 2001, Dibai tinha uma população de 34,853 habitantes. Os indivíduos do sexo masculino constituem 53% da população e os do sexo feminino 47%. Dibai tem uma taxa de literacia de 50%, inferior à média nacional de 59.5%: a literacia no sexo masculino é de 58% e no sexo feminino é de 41%. Em Dibai, 16% da população está abaixo dos 6 anos de idade.